# Свен Кнутссон
Свен Кнутссон (или Кнудссон; ок. 1016 — 1035) — старший незаконнорожденный сын короля Англии, Дании и Норвегии Кнуда Великого и Эльфгифу Нортгемптонской. Соправитель (наместник) отца в Норвегии в 1030—1035 годах. Правление Свена ознаменовалось ужесточением государственной администрации и мятежами норвежцев против датской власти. 

## Биография
Свен считается незаконнорожденным, так как брак его отца, короля Англии, Дании и Норвегии Кнуда Великого, и Эльфгифу, дочери Эльфгельма, элдормена Нортумбрии, не был оформлен канонически, а в 1017 году, через год после рождения Свена, Кнуд сочетался официальным браком с Эммой Нормандской.
В 1029 или 1030 году, после гибели датского наместника в Норвегии Эйрика Хаконссона, Кнуд Великий назначил своего сына Свена правителем Норвегии от своего имени. Вероятно, Кнуд планировал после своей смерти разделить территорию своего государства между Свеном и своим законным сыном Хардекнудом, оставив первому Норвегию, а второму – Англию и Данию. Незадолго до прибытия Свена в Норвегию её престол попытался захватить Олаф Святой, бывший норвежский король, свергнутый Кнудом Великим. Но войска Олафа потерпели поражение в сражении при Стикластадире, а сам претендент был убит. Это позволило Свену утвердиться в Норвегии.
Большое влияние на Свена и его политику в Норвегии оказывала его мать Эльфгифу Нортгемптонская. Она фактически управляла страной вместо своего сына. Эльфгифу и Свен продолжали курс Кнуда Великого на укрепление центральной власти, пытаясь ввести в Норвегии государственную систему по датскому образцу. Были повышены налоги, введены новые повинности крестьян в пользу короля, а также ужесточены наказания за ряд уголовных преступлений против государства и общественного порядка. Это вызвало возмущение норвежцев. В стране возник и стал быстро распространяться культ Святого Олафа, правление которого теперь вспоминали с благодарностью, и движение за восстановление древней норвежской королевской династии против датской узурпации. Норвежская знать, которая еще недавно сама поддержала Кнуда Великого в борьбе с Олафом Святым, начала планировать возвращение к власти представителя рода Хорфагеров.
В 1033 году вызовом для Свена стало восстание Трюггви Претендента, который назвал себя сыном короля Олафа Трюггвасона и ирландской королевы Гиды (Гюды). Свен стал собирать войско, но многие знатные норвежцы отказались сражаться на его стороне. Так, например, не поддержали датского наместника даже Эйнар Брюхотряс, который долгое время был союзником Дании, и Кальв Арнессон, возглавлявший войска противников Олафа Святого в битве при Стикластадире. Тем не менее, войскам Свена удалось победить войска претендента. Однако в том же году Свену и Эльфгифу пришлось бежать из Тронхейма на юг страны. Около двух лет им ещё удавалось поддерживать власть в южной Норвегии, однако в 1035 году, незадолго до смерти Кнуда Великого, в страну вернулся Магнус Благородный, сын Олафа Святого, который сразу был признан королём. Свен и Эльфгифу были изгнаны из Норвегии. По пути в Англию Свен Кнутссон скончался.